# Ariadna mbalensis
Ariadna mbalensis là một loài nhện trong họ Segestriidae.
Loài này thuộc chi Ariadna. Ariadna mbalensis được Roger de Lessert miêu tả năm 1933.